# Schlierbach (Svizzera)
Schlierbach (toponimo tedesco) è un comune svizzero di 986 abitanti del Canton Lucerna, nel distretto di Sursee.

## Geografia fisica
Il territorio di Schlierbach si estende su un altopiano del versante orientale della valle della Suhre.

## Storia
Il comune di Schlierbach fu istituito nel 1844 per scorporo da quello di Büron.

## Società

### Evoluzione demografica
L'evoluzione demografica è riportata nella seguente tabella:
Abitanti censiti

## Economia
L'economia locale si basa prevalentemente sull'agricoltura.